# حفرة تحت الترقوة
حفرة تحت الترقوة هي فجوة أو حفرة توجد تحت الترقوة مباشرة.